# Sztárban sztár +1 kicsi (második évad)
A Sztárban sztár +1 kicsi című zenés show-műsor második évadja 2017. november 26-án vette kezdetét a Super TV2-n.
A műsor indulását 2017. április 23-án jelentették be, valamint azt is, hogy fiatal énekesek jelentkezését várják. A gyerekek egy részét a nézők már a műsor előtt megismerhették TV2 tehetséggondozó műsoraiból (Az ének iskolája, Kismenők), a többieket casting során választották ki. A műsorvezető változatlanul Till Attila volt. Az előző évadhoz képest a zsűriben változás történt: Csobot Adél és Pély Barna helyett Tóth Vera és Király Viktor foglalt helyet a zsűriszékben Ábel Anita és Rákóczi Ferenc mellett. A nézők ezúttal is a TV2 Live mobilapplikáción keresztül adhatták le voksaikat a párosokra.
Az évad tíz részes volt, vasárnaponként sugározta a Super TV2. A döntőre 2018. február 4-én került sor, ahol Vastag Tamás és Varga Szabolcs párosa győzött. A második széria során 102 produkciót és 209 átalakulást láthatták a nézők.

## Versenyzők
A második évad versenyzőit a Sztárban sztár ötödik évadjának döntőjében jelentették be.
| - Hevesi Tamás és Horváth Csenge - Kocsis Tibor és Zöldi Lara - Rácz Gergő és Malaczkó Anna - Vastag Tamás és Varga Szabolcs - Veréb Tamás és Fodor Eliza | - Keresztes Ildikó és Lingura Diána - Kozma Orsi és Ádám Botond - Nagy Adri és Nagy Bogi - Nótár Mary és Radics Jani - Tóth Gabi és Fodor Erik |

## Összesített eredmények
– Heti győztes
| #     | Előadók          | Előadók        | 1. adás (november 26.) | 2. adás (december 3.) | 3. adás (december 10.) | 4. adás (december 17.) | 5. adás (december 24.) | 6. adás (január 7.) | 7. adás (január 14.) | 8. adás (január 21.) | 9. adás (január 28.)      | 10. adás (február 4.)   |
| #     | Felnőtt          | Gyermek        | 1. adás (november 26.) | 2. adás (december 3.) | 3. adás (december 10.) | 4. adás (december 17.) | 5. adás (december 24.) | 6. adás (január 7.) | 7. adás (január 14.) | 8. adás (január 21.) | 9. adás (január 28.)      | 10. adás (február 4.)   |
| ----- | ---------------- | -------------- | ---------------------- | --------------------- | ---------------------- | ---------------------- | ---------------------- | ------------------- | -------------------- | -------------------- | ------------------------- | ----------------------- |
| 1.    | Vastag Tamás     | Varga Szabolcs |                        |                       |                        |                        | Nem volt pontozás      |                     |                      |                      | Heti győztes Továbbjutott | 1. helyezett a döntőben |
| 2–5.  | Veréb Tamás      | Fodor Eliza    |                        | Heti győztes          |                        | Heti győztes           | Nem volt pontozás      |                     |                      |                      | Továbbjutott              | Döntősök                |
| 2–5.  | Hevesi Tamás     | Horváth Csenge |                        |                       |                        |                        | Nem volt pontozás      | Heti győztes        | Heti győztes         |                      | Továbbjutott              | Döntősök                |
| 2–5.  | Kocsis Tibor     | Zöldi Lara     |                        |                       |                        |                        | Nem volt pontozás      |                     |                      | Heti győztes         | Továbbjutott              | Döntősök                |
| 2–5.  | Nagy Adri        | Nagy Bogi      |                        |                       | Heti győztes           |                        | Nem volt pontozás      |                     |                      |                      | Továbbjutott              | Döntősök                |
| 6–10. | Keresztes Ildikó | Lingura Diána  |                        |                       |                        |                        | Nem volt pontozás      |                     |                      |                      |                           | Vendégelőadók           |
| 6–10. | Kozma Orsi       | Ádám Botond    |                        |                       |                        |                        | Nem volt pontozás      |                     |                      |                      |                           | Vendégelőadók           |
| 6–10. | Nótár Mary       | Radics Jani    |                        |                       |                        |                        | Nem volt pontozás      |                     |                      |                      |                           | Vendégelőadók           |
| 6–10. | Rácz Gergő       | Malaczkó Anna  |                        |                       |                        |                        | Nem volt pontozás      |                     |                      |                      |                           | Vendégelőadók           |
| 6–10. | Tóth Gabi        | Fodor Erik     | Heti győztes           |                       |                        |                        | Nem volt pontozás      |                     |                      |                      |                           | Vendégelőadók           |

## Adások
Megjegyzés: Az első kilenc adás végeredménye a zsűri, a versenyzők és a nézők által leadott szavazatszámok összesítéséből alakult ki. Az alábbi táblázatok csak a zsűri és versenyzők stúdióban ismertetett pontjait tartalmazzák. A döntőben csak a nézői szavazatok alakították ki a végeredményt.

### 1. adás (november 26.)
- Közös produkció: Shape of You (Ed Sheeran)

| #  | Előadók                        | Dal                                                | Eredeti előadó(k)                         | Pontozás      | Pontozás  | Pontozás   | Pontozás       | Pontozás   | Pontozás |
| #  | Előadók                        | Dal                                                | Eredeti előadó(k)                         | Király Viktor | Tóth Vera | Ábel Anita | Rákóczi Ferenc | Plusz pont | Összesen |
| -- | ------------------------------ | -------------------------------------------------- | ----------------------------------------- | ------------- | --------- | ---------- | -------------- | ---------- | -------- |
| 1  | Kocsis Tibor Zöldi Lara        | Crazy in Love                                      | Jay-Z Beyoncé                             | 4             | 4         | 4          | 7              | 15         | 34       |
| 2  | Hevesi Tamás Horváth Csenge    | The Look / Sleeping in My Car                      | Per Gessle (Roxette) Marie Fredriksson    | 6             | 2         | 2          | 2              | 5          | 17       |
| 3  | Kozma Orsi Ádám Botond         | Mindenki táncol /90’/                              | Majka                                     | 8             | 8         | 12         | 10             | 5          | 43       |
| 4  | Vastag Tamás Varga Szabolcs    | Özönvíz                                            | Pápai Joci                                | 3             | 7         | 5          | 8              | 5          | 28       |
| 5  | Nagy Adri Nagy Bogi            | Timber                                             | Pitbull Kesha                             | 2             | 10        | 8          | 6              | —          | 26       |
| 6  | Nótár Mary Radics Jani         | Azok a boldog szép napok                           | Nagy Feró (Beatrice)                      | 7             | 3         | 3          | 1              | 5          | 19       |
| 7  | Keresztes Ildikó Lingura Diána | Ha legközelebb látlak                              | Kovács Kati                               | 10            | 5         | 7          | 5              | —          | 27       |
| 8  | Veréb Tamás Fodor Eliza        | Moves Like Jagger                                  | Adam Levine (Maroon 5) Christina Aguilera | 5             | 6         | 6          | 4              | 5          | 26       |
| 9  | Rácz Gergő Malaczkó Anna       | Hol volt, hol nem                                  | Fülöp herceg Csipkerózsika                | 1             | 1         | 1          | 3              | 5          | 11       |
| 10 | Tóth Gabi Fodor Erik           | It Don’t Mean a Thing (If It Ain’t Got That Swing) | Lady Gaga Tony Bennett                    | 12            | 12        | 10         | 12             | 5          | 51       |

- Plusz pontok:

| - Hevesi Tamás és Horváth Csenge → Vastag Tamás és Varga Szabolcs - Keresztes Ildikó és Lingura Diána → Kocsis Tibor és Zöldi Lara - Kocsis Tibor és Zöldi Lara → Rácz Gergő és Malaczkó Anna - Kozma Orsi és Ádám Botond → Nótár Mary és Radics Jani - Nagy Adri és Nagy Bogi → Kocsis Tibor és Zöldi Lara | - Nótár Mary és Radics Jani → Kozma Orsi és Ádám Botond - Rácz Gergő és Malaczkó Anna → Kocsis Tibor és Zöldi Lara - Tóth Gabi és Fodor Erik → Veréb Tamás és Fodor Eliza - Vastag Tamás és Varga Szabolcs → Hevesi Tamás és Horváth Csenge - Veréb Tamás és Fodor Eliza → Tóth Gabi és Fodor Erik |

### 2. adás (december 3.)
| #  | Előadók                        | Dal                           | Eredeti előadó(k)            | Pontozás      | Pontozás  | Pontozás   | Pontozás       | Pontozás   | Pontozás |
| #  | Előadók                        | Dal                           | Eredeti előadó(k)            | Király Viktor | Tóth Vera | Ábel Anita | Rákóczi Ferenc | Plusz pont | Összesen |
| -- | ------------------------------ | ----------------------------- | ---------------------------- | ------------- | --------- | ---------- | -------------- | ---------- | -------- |
| 1  | Tóth Gabi Fodor Erik           | María                         | Ricky Martin                 | 6             | 2         | 1          | 3              | 5          | 17       |
| 2  | Kozma Orsi Ádám Botond         | September                     | Pipacs Ágas                  | 1             | 3         | 3          | 1              | 5          | 15       |
| 3  | Nagy Adri Nagy Bogi            | Last Friday Night (T.G.I.F.)  | Katy Perry                   | 5             | 4         | 5          | 6              | 5          | 25       |
| 4  | Rácz Gergő Malaczkó Anna       | Santa Claus Is Coming to Town | Justin Bieber                | 4             | 5         | 2          | 4              | —          | 15       |
| 5  | Keresztes Ildikó Lingura Diána | Hajmási Péter, Hajmási Pál    | Peller Károly Oszvald Marika | 3             | 8         | 4          | 8              | 10         | 33       |
| 6  | Vastag Tamás Varga Szabolcs    | Easy Lover                    | Philip Bailey Phil Collins   | 12            | 12        | 12         | 10             | 5          | 51       |
| 7  | Hevesi Tamás Horváth Csenge    | No Lie                        | Sean Paul Dua Lipa           | 8             | 6         | 7          | 7              | —          | 28       |
| 8  | Nótár Mary Radics Jani         | Cose della vita               | Tina Turner Eros Ramazzotti  | 10            | 10        | 10         | 12             | 10         | 52       |
| 9  | Kocsis Tibor Zöldi Lara        | Kuckó mackó                   | Pap Rita                     | 2             | 1         | 6          | 2              | —          | 11       |
| 10 | Veréb Tamás Fodor Eliza        | Stay with Me                  | Sam Smith Mary J. Blige      | 7             | 7         | 8          | 5              | 10         | 37       |

- Plusz pontok:

| - Hevesi Tamás és Horváth Csenge → Veréb Tamás és Fodor Eliza - Keresztes Ildikó és Lingura Diána → Nótár Mary és Radics Jani - Kocsis Tibor és Zöldi Lara → Keresztes Ildikó és Lingura Diána - Kozma Orsi és Ádám Botond → Nagy Adri és Nagy Bogi - Nagy Adri és Nagy Bogi → Kozma Orsi és Ádám Botond | - Nótár Mary és Radics Jani → Vastag Tamás és Varga Szabolcs - Rácz Gergő és Malaczkó Anna → Keresztes Ildikó és Lingura Diána - Tóth Gabi és Fodor Erik → Veréb Tamás és Fodor Eliza - Vastag Tamás és Varga Szabolcs → Nótár Mary és Radics Jani - Veréb Tamás és Fodor Eliza → Tóth Gabi és Fodor Erik |

### 3. adás (december 10.)
| #  | Előadók                        | Dal                            | Eredeti előadó(k)                        | Pontozás      | Pontozás  | Pontozás   | Pontozás       | Pontozás   | Pontozás |
| #  | Előadók                        | Dal                            | Eredeti előadó(k)                        | Király Viktor | Tóth Vera | Ábel Anita | Rákóczi Ferenc | Plusz pont | Összesen |
| -- | ------------------------------ | ------------------------------ | ---------------------------------------- | ------------- | --------- | ---------- | -------------- | ---------- | -------- |
| 1  | Nótár Mary Radics Jani         | Kids                           | Kylie Minogue Robbie Williams            | 2             | 1         | 3          | 1              | 5          | 12       |
| 2  | Kozma Orsi Ádám Botond         | Mr. Hóember / Tiszta őrület    | Erica C. Robby D.                        | 3             | 3         | 6          | 6              | 5          | 23       |
| 3  | Veréb Tamás Fodor Eliza        | P.I.M.P.                       | 50 Cent Snoop Dogg                       | 8             | 10        | 4          | 3              | 5          | 30       |
| 4  | Keresztes Ildikó Lingura Diána | Waterfall                      | Sia Pink                                 | 6             | 2         | 1          | 2              | 5          | 16       |
| 5  | Nagy Adri Nagy Bogi            | Gézengúz                       | Gergely Ágnes Koncz Zsuzsa               | 10            | 7         | 10         | 8              | 5          | 40       |
| 6  | Vastag Tamás Varga Szabolcs    | Under Pressure                 | David Bowie Freddie Mercury (Queen)      | 12            | 12        | 7          | 7              | 5          | 43       |
| 7  | Rácz Gergő Malaczkó Anna       | Szomorú szamuráj               | Kozso (Ámokfutók) Tissy                  | 5             | 5         | 12         | 12             | 5          | 39       |
| 8  | Kocsis Tibor Zöldi Lara        | Could I Have This Kiss Forever | Enrique Iglesias Whitney Houston         | 1             | 4         | 5          | 5              | 5          | 20       |
| 9  | Tóth Gabi Fodor Erik           | Be My Lover                    | Melanie Thornton (La Bouche) Lane McCray | 4             | 8         | 2          | 4              | 5          | 23       |
| 10 | Hevesi Tamás Horváth Csenge    | ’O sole mio                    | Luciano Pavarotti Bryan Adams            | 7             | 6         | 8          | 10             | 5          | 36       |

- Plusz pontok:

| - Hevesi Tamás és Horváth Csenge → Veréb Tamás és Fodor Eliza - Keresztes Ildikó és Lingura Diána → Rácz Gergő és Malaczkó Anna - Kocsis Tibor és Zöldi Lara → Nagy Adri és Nagy Bogi - Kozma Orsi és Ádám Botond → Keresztes Ildikó és Lingura Diána - Nagy Adri és Nagy Bogi → Nótár Mary és Radics Jani | - Nótár Mary és Radics Jani → Tóth Gabi és Fodor Erik - Rácz Gergő és Malaczkó Anna → Kozma Orsi és Ádám Botond - Tóth Gabi és Fodor Erik → Vastag Tamás és Varga Szabolcs - Vastag Tamás és Varga Szabolcs → Kocsis Tibor és Zöldi Lara - Veréb Tamás és Fodor Eliza → Hevesi Tamás és Horváth Csenge |

### 4. adás (december 17.)
| #  | Előadók                        | Dal                                                                | Eredeti előadó(k)                            | Pontozás      | Pontozás  | Pontozás   | Pontozás       | Pontozás   | Pontozás |
| #  | Előadók                        | Dal                                                                | Eredeti előadó(k)                            | Király Viktor | Tóth Vera | Ábel Anita | Rákóczi Ferenc | Plusz pont | Összesen |
| -- | ------------------------------ | ------------------------------------------------------------------ | -------------------------------------------- | ------------- | --------- | ---------- | -------------- | ---------- | -------- |
| 1  | Kozma Orsi Ádám Botond         | 4 Minutes                                                          | Madonna Justin Timberlake                    | 1             | 2         | 2          | 7              | 5          | 17       |
| 2  | Hevesi Tamás Horváth Csenge    | Mikor elindul a vonat                                              | Presser Gábor Rúzsa Magdi                    | 5             | 1         | 3          | 10             | 5          | 24       |
| 3  | Rácz Gergő Malaczkó Anna       | Billie Jean                                                        | Michael Jackson                              | 12            | 4         | 4          | 8              | 5          | 33       |
| 4  | Kocsis Tibor Zöldi Lara        | Két utazó                                                          | Kasza Tibor (Crystal) Lajtai Kati            | 2             | 8         | 6          | 3              | 5          | 24       |
| 5  | Nagy Adri Nagy Bogi            | Cheri Cheri Lady / Brother Louie / You’re My Heart, You’re My Soul | Thomas Anders (Modern Talking) Dieter Bohlen | 4             | 7         | 5          | 4              | 5          | 25       |
| 6  | Nótár Mary Radics Jani         | Ezt egy életen át kell játszani / Diadal (Csíkos napernyő)         | Hevesi Tamás                                 | 3             | 3         | 1          | 1              | 5          | 13       |
| 7  | Veréb Tamás Fodor Eliza        | Lesz maga juszt is az enyém!                                       | Kazal László Lorán Lenke                     | 8             | 12        | 10         | 5              | 5          | 40       |
| 8  | Keresztes Ildikó Lingura Diána | Tell Him                                                           | Barbra Streisand Céline Dion                 | 6             | 5         | 8          | 2              | 5          | 26       |
| 9  | Vastag Tamás Varga Szabolcs    | A hegyekbe fönn                                                    | Levy T. (Hip Hop Boyz) O.G. Duck             | 7             | 6         | 7          | 6              | 5          | 31       |
| 10 | Tóth Gabi Fodor Erik           | Már nem szédülök                                                   | Oláh Heléna (Parno Graszt) Oláh József       | 10            | 10        | 12         | 12             | 5          | 49       |

- Plusz pontok:

| - Hevesi Tamás és Horváth Csenge → Nagy Adri és Nagy Bogi - Keresztes Ildikó és Lingura Diána → Tóth Gabi és Fodor Erik - Kocsis Tibor és Zöldi Lara → Nótár Mary és Radics Jani - Kozma Orsi és Ádám Botond → Veréb Tamás és Fodor Eliza - Nagy Adri és Nagy Bogi → Kocsis Tibor és Zöldi Lara | - Nótár Mary és Radics Jani → Rácz Gergő és Malaczkó Anna - Rácz Gergő és Malaczkó Anna → Hevesi Tamás és Horváth Csenge - Tóth Gabi és Fodor Erik → Keresztes Ildikó és Lingura Diána - Vastag Tamás és Varga Szabolcs → Kozma Orsi és Ádám Botond - Veréb Tamás és Fodor Eliza → Vastag Tamás és Varga Szabolcs |

### 5. adás (december 24.)
Az ötödik adás karácsonyi különkiadás volt, melyben a párosok karácsonyi dalokat adtak elő. Szavazás nem volt és a műsor felvételről került adásba a TV2-n.
- Nyitó produkció: Budapest Voices – Carol of the Bells

| #  | Előadó(k)                      | Dal                             | Eredeti előadó(k)                          |   |                         |                                   |         |
| -- | ------------------------------ | ------------------------------- | ------------------------------------------ | - | ----------------------- | --------------------------------- | ------- |
| #  | Előadó(k)                      | Dal                             | Eredeti előadó(k)                          | 1 | Kocsis Tibor Zöldi Lara | Rockin’ Around the Christmas Tree | Mel Kim |
| 2  | Keresztes Ildikó Lingura Diána | Celebration                     | Robert Bell (Kool & the Gang)              |   |                         |                                   |         |
| 3  | Kozma Orsi Ádám Botond         | Bűvös éj                        | Kislány Billy                              |   |                         |                                   |         |
| 4  | Nagy Adri Nagy Bogi            | A szürke patás                  | Zséda                                      |   |                         |                                   |         |
| 5  | Vastag Tamás Varga Szabolcs    | Christmas Is All Around         | Billy Mack                                 |   |                         |                                   |         |
| 6  | Rácz Gergő Malaczkó Anna       | Ha elmúlik karácsony            | Végvári Ádám (Neoton Família) Csepregi Éva |   |                         |                                   |         |
| 7  | Radics Jani                    | Jingle Bell Rock                | Daryl Hall                                 |   |                         |                                   |         |
| 8  | Hevesi Tamás Horváth Csenge    | Ünnep                           | Pataky Attila (Edda Művek)                 |   |                         |                                   |         |
| 9  | Veréb Tamás Fodor Eliza        | Ajándék                         | Bereczki Zoltán Szinetár Dóra              |   |                         |                                   |         |
| 10 | Tóth Gabi Fodor Erik           | All I Want for Christmas Is You | Mariah Carey Michael Bublé                 |   |                         |                                   |         |

- Extra produkció: A Sztárban sztár +1 kicsi zsűritagjai – Wonderful Dream (Holidays Are Coming) (Melanie Thornton)

### 6. adás (január 7.)
A hatodik adás feladatait a negyedik adás végén tudták meg a párosok.
| #  | Előadók                        | Dal                              | Eredeti előadó(k)                  | Pontozás      | Pontozás  | Pontozás   | Pontozás       | Pontozás   | Pontozás |
| #  | Előadók                        | Dal                              | Eredeti előadó(k)                  | Király Viktor | Tóth Vera | Ábel Anita | Rákóczi Ferenc | Plusz pont | Összesen |
| -- | ------------------------------ | -------------------------------- | ---------------------------------- | ------------- | --------- | ---------- | -------------- | ---------- | -------- |
| 1  | Keresztes Ildikó Lingura Diána | We’re Not Gonna Take It          | Dee Snider (Twisted Sister)        | 2             | 3         | 7          | 4              | 5          | 21       |
| 2  | Kocsis Tibor Zöldi Lara        | Én és a kisöcsém                 | Dolhai Attila Szendy Szilvi        | 1             | 2         | 1          | 3              | 5          | 12       |
| 3  | Rácz Gergő Malaczkó Anna       | Játssz még!                      | Zorán Hegyi Barbara                | 4             | 1         | 4          | 1              | 5          | 15       |
| 4  | Kozma Orsi Ádám Botond         | Night Fever                      | Barry Gibb (Bee Gees) Maurice Gibb | 3             | 4         | 12         | 12             | 5          | 36       |
| 5  | Veréb Tamás Fodor Eliza        | Love the Way You Lie             | Eminem Rihanna                     | 6             | 5         | 3          | 7              | 5          | 26       |
| 6  | Nótár Mary Radics Jani         | Különös szilveszter              | Cserháti Zsuzsa Charlie            | 10            | 10        | 6          | 5              | 5          | 36       |
| 7  | Nagy Adri Nagy Bogi            | Takarítónő                       | Qka MC (Animal Cannibals) Ricsipí  | 7             | 6         | 2          | 2              | 5          | 22       |
| 8  | Tóth Gabi Fodor Erik           | I Knew You Were Waiting (For Me) | Aretha Franklin George Michael     | 5             | 7         | 5          | 6              | 5          | 28       |
| 9  | Vastag Tamás Varga Szabolcs    | Great Balls of Fire              | Tom Jones Jerry Lee Lewis          | 8             | 12        | 10         | 8              | 5          | 43       |
| 10 | Hevesi Tamás Horváth Csenge    | All Around the World             | Barry White Lisa Stansfield        | 12            | 8         | 8          | 10             | 5          | 43       |

- Plusz pontok:

| - Hevesi Tamás és Horváth Csenge → Kozma Orsi és Ádám Botond - Keresztes Ildikó és Lingura Diána → Kocsis Tibor és Zöldi Lara - Kocsis Tibor és Zöldi Lara → Rácz Gergő és Malaczkó Anna - Kozma Orsi és Ádám Botond → Hevesi Tamás és Horváth Csenge - Nagy Adri és Nagy Bogi → Nótár Mary és Radics Jani | - Nótár Mary és Radics Jani → Vastag Tamás és Varga Szabolcs - Rácz Gergő és Malaczkó Anna → Veréb Tamás és Fodor Eliza - Tóth Gabi és Fodor Erik → Nagy Adri és Nagy Bogi - Vastag Tamás és Varga Szabolcs → Tóth Gabi és Fodor Erik - Veréb Tamás és Fodor Eliza → Keresztes Ildikó és Lingura Diána |

### 7. adás (január 14.)
A hetedik adásban a párosok gyermek tagjai léptek színpadra, a felnőttek a felkészülésükben segítettek.
| #  | Előadó         | Dal                                   | Eredeti előadó                       | Pontozás      | Pontozás  | Pontozás   | Pontozás       | Pontozás   | Pontozás |
| #  | Előadó         | Dal                                   | Eredeti előadó                       | Király Viktor | Tóth Vera | Ábel Anita | Rákóczi Ferenc | Plusz pont | Összesen |
| -- | -------------- | ------------------------------------- | ------------------------------------ | ------------- | --------- | ---------- | -------------- | ---------- | -------- |
| 1  | Radics Jani    | Cheating                              | John Newman                          | 6             | 7         | 12         | 7              | —          | 32       |
| 2  | Zöldi Lara     | Szerelmes szívek                      | Szandi                               | 1             | 2         | 2          | 1              | 5          | 11       |
| 3  | Lingura Diána  | Shake It Off                          | Taylor Swift                         | 5             | 6         | 4          | 4              | 10         | 29       |
| 4  | Fodor Eliza    | Price Tag / Domino                    | Jessie J                             | 3             | 4         | 3          | 5              | —          | 15       |
| 5  | Ádám Botond    | I Feel It Coming / Can’t Feel My Face | The Weeknd                           | 12            | 12        | 8          | 6              | 10         | 48       |
| 6  | Nagy Bogi      | Volt egy régi december                | Anasztázia                           | 8             | 10        | 7          | 8              | 15         | 48       |
| 7  | Malaczkó Anna  | Conga                                 | Gloria Estefan (Miami Sound Machine) | 4             | 1         | 1          | 3              | —          | 9        |
| 8  | Varga Szabolcs | Pioneer                               | Freddie                              | 10            | 8         | 10         | 12             | 5          | 45       |
| 9  | Fodor Erik     | Kislány a zongoránál                  | Koós János                           | 2             | 3         | 5          | 2              | —          | 12       |
| 10 | Horváth Csenge | Hello                                 | Adele                                | 7             | 5         | 6          | 10             | 5          | 33       |

- Plusz pontok:

| - Horváth Csenge → Nagy Bogi - Lingura Diána → Nagy Bogi - Zöldi Lara → Lingura Diána - Ádám Botond → Varga Szabolcs - Nagy Bogi → Zöldi Lara | - Radics Jani → Ádám Botond - Malaczkó Anna → Lingura Diána - Fodor Erik → Horváth Csenge - Varga Szabolcs → Nagy Bogi - Fodor Eliza → Ádám Botond |

### 8. adás (január 21.)
| #  | Előadók                        | Dal                                        | Eredeti előadó(k)                                    | Pontozás      | Pontozás  | Pontozás   | Pontozás       | Pontozás   | Pontozás |
| #  | Előadók                        | Dal                                        | Eredeti előadó(k)                                    | Király Viktor | Tóth Vera | Ábel Anita | Rákóczi Ferenc | Plusz pont | Összesen |
| -- | ------------------------------ | ------------------------------------------ | ---------------------------------------------------- | ------------- | --------- | ---------- | -------------- | ---------- | -------- |
| 1  | Keresztes Ildikó Lingura Diána | Rich Girl                                  | Gwen Stefani Eve                                     | 2             | 2         | 2          | 3              | 5          | 14       |
| 2  | Kozma Orsi Ádám Botond         | Csiribiri, csiribiri, kék dolmány          | Mészáros Ági Latabár Kálmán                          | 3             | 6         | 8          | 8              | 5          | 30       |
| 3  | Kocsis Tibor Zöldi Lara        | Take Me to Church                          | Hozier Annie Lennox                                  | 12            | 12        | 12         | 12             | 5          | 53       |
| 4  | Rácz Gergő Malaczkó Anna       | Az a baj / Szerelmes vagyok                | Bauxit (Bëlga) Még5lövés                             | 8             | 5         | 6          | 5              | 5          | 29       |
| 5  | Vastag Tamás Varga Szabolcs    | Never Gonna Give You Up / Together Forever | Rick Astley                                          | 10            | 10        | 5          | 10             | 5          | 40       |
| 6  | Tóth Gabi Fodor Erik           | Ha lemegy a Nap                            | Orsi Ganxsta Zolee                                   | 4             | 8         | 7          | 2              | 5          | 26       |
| 7  | Veréb Tamás Fodor Eliza        | Cotton Eye Joe                             | Annika Ljungberg (Rednex) Kent Olander               | 1             | 1         | 1          | 1              | 5          | 9        |
| 8  | Nagy Adri Nagy Bogi            | If I Could Turn Back Time                  | Cher Cyndi Lauper                                    | 5             | 3         | 3          | 4              | 5          | 20       |
| 9  | Hevesi Tamás Horváth Csenge    | Can’t Hold Us                              | Ray Dalton Macklemore                                | 6             | 4         | 4          | 6              | 5          | 25       |
| 10 | Nótár Mary Radics Jani         | Most múlik pontosan                        | Majorosi Marianna (Csík zenekar) Kiss Tibor (Quimby) | 7             | 7         | 10         | 7              | 5          | 36       |

- Plusz pontok:

| - Hevesi Tamás és Horváth Csenge → Keresztes Ildikó és Lingura Diána - Keresztes Ildikó és Lingura Diána → Nótár Mary és Radics Jani - Kocsis Tibor és Zöldi Lara → Vastag Tamás és Varga Szabolcs - Kozma Orsi és Ádám Botond → Tóth Gabi és Fodor Erik - Nagy Adri és Nagy Bogi → Kozma Orsi és Ádám Botond | - Nótár Mary és Radics Jani → Rácz Gergő és Malaczkó Anna - Rácz Gergő és Malaczkó Anna → Hevesi Tamás és Horváth Csenge - Tóth Gabi és Fodor Erik → Veréb Tamás és Fodor Eliza - Vastag Tamás és Varga Szabolcs → Kocsis Tibor és Zöldi Lara - Veréb Tamás és Fodor Eliza → Nagy Adri és Nagy Bogi |

### 9. adás – elődöntő (január 28.)
| #  | Előadók                        | Dal                           | Eredeti előadó(k)                              | Pontozás      | Pontozás  | Pontozás   | Pontozás       | Pontozás   | Pontozás |
| #  | Előadók                        | Dal                           | Eredeti előadó(k)                              | Király Viktor | Tóth Vera | Ábel Anita | Rákóczi Ferenc | Plusz pont | Összesen |
| -- | ------------------------------ | ----------------------------- | ---------------------------------------------- | ------------- | --------- | ---------- | -------------- | ---------- | -------- |
| 1  | Nótár Mary Radics Jani         | Échame la Culpa               | Demi Lovato Luis Fonsi                         | 7             | 5         | 7          | 3              | 5          | 27       |
| 2  | Hevesi Tamás Horváth Csenge    | Live Is Life                  | Herwig Rüdisser (Opus)                         | 6             | 3         | 5          | 5              | 5          | 24       |
| 3  | Nagy Adri Nagy Bogi            | Oda vagyok magáért            | Jávor Pál Ágay Irén                            | 10            | 6         | 6          | 8              | 5          | 35       |
| 4  | Rácz Gergő Malaczkó Anna       | Somebody That I Used to Know  | Gotye Kimbra                                   | 1             | 1         | 4          | 1              | 5          | 12       |
| 5  | Veréb Tamás Fodor Eliza        | Untried                       | Király Viktor (The Kiralys) Király Linda       | 8             | 8         | 3          | 6              | 5          | 30       |
| 6  | Kocsis Tibor Zöldi Lara        | Hands Up (Give Me Your Heart) | Jean Patrick Baptiste (Ottawan) Annette Eltice | 3             | 4         | 2          | 7              | 5          | 21       |
| 7  | Keresztes Ildikó Lingura Diána | New York, New York            | Liza Minnelli                                  | 4             | 7         | 8          | 4              | 5          | 28       |
| 8  | Kozma Orsi Ádám Botond         | See You Again                 | Wiz Khalifa Charlie Puth                       | 2             | 2         | 1          | 2              | 5          | 12       |
| 9  | Vastag Tamás Varga Szabolcs    | Élnünk kellett volna          | Marsalkó Dávid (Halott Pénz) Járai Márk        | 12            | 12        | 12         | 12             | 5          | 53       |
| 10 | Tóth Gabi Fodor Erik           | Oly távol vagy tőlem          | Sebestyén Márta Varga Miklós                   | 5             | 10        | 10         | 10             | 5          | 40       |

- Plusz pontok:

| - Hevesi Tamás és Horváth Csenge → Kozma Orsi és Ádám Botond - Keresztes Ildikó és Lingura Diána → Vastag Tamás és Varga Szabolcs - Kocsis Tibor és Zöldi Lara → Keresztes Ildikó és Lingura Diána - Kozma Orsi és Ádám Botond → Veréb Tamás és Fodor Eliza - Nagy Adri és Nagy Bogi → Hevesi Tamás és Horváth Csenge | - Nótár Mary és Radics Jani → Rácz Gergő és Malaczkó Anna - Rácz Gergő és Malaczkó Anna → Nótár Mary és Radics Jani - Tóth Gabi és Fodor Erik → Kocsis Tibor és Zöldi Lara - Vastag Tamás és Varga Szabolcs → Tóth Gabi és Fodor Erik - Veréb Tamás és Fodor Eliza → Nagy Adri és Nagy Bogi |

### 10. adás – döntő (február 4.)
A döntőben a párosok két produkcióval léptek színpadra.
| #  | Előadók                     | Dal                          | Eredeti előadó(k)               | Eredmény     |
| -- | --------------------------- | ---------------------------- | ------------------------------- | ------------ |
| 1  | Hevesi Tamás Horváth Csenge | Upside Down                  | Jay Kay (Jamiroquai) Diana Ross | N/A          |
| 5  | Hevesi Tamás Horváth Csenge | It’s a Heartache             | Rod Stewart Bonnie Tyler        | N/A          |
| 2  | Nagy Adri Nagy Bogi         | Arrivederci amore            | Flipper Öcsi (Dolly Roll) Dolly | N/A          |
| 8  | Nagy Adri Nagy Bogi         | Un-Break My Heart            | Toni Braxton                    | N/A          |
| 3  | Kocsis Tibor Zöldi Lara     | You’re Still the One         | Elton John Shania Twain         | N/A          |
| 6  | Kocsis Tibor Zöldi Lara     | Meet The Flintstones         | Frédi Vilma                     | N/A          |
| 4  | Vastag Tamás Varga Szabolcs | Johnny B. Goode              | Bruce Springsteen Chuck Berry   | 1. helyezett |
| 10 | Vastag Tamás Varga Szabolcs | Szabadság vándorai           | Demjén Ferenc Révész Sándor     | 1. helyezett |
| 5  | Veréb Tamás Fodor Eliza     | C’est la vie                 | Kulka János Szulák Andrea       | N/A          |
| 9  | Veréb Tamás Fodor Eliza     | When the Rain Begins to Fall | Jermaine Jackson Pia Zadora     | N/A          |

- Extra produkciók:

| Előadók                                                                | Dal           | Eredeti előadók                                                                      |
| ---------------------------------------------------------------------- | ------------- | ------------------------------------------------------------------------------------ |
| Kozma Orsi Ádám Botond Nótár Mary Radics Jani Rácz Gergő Malaczkó Anna | A hírnév ára  | Gubik Petra Gömöri András Máté Muri Enikő (Fame) Veréb Tamás Szabó Dávid Simon Panna |
| Keresztes Ildikó Lingura Diána Tóth Gabi Fodor Erik                    | Ma jól vagyok | Kozma Orsi Behumi Dóra (Jazz+Az) Váczi Eszter Geszti Péter                           |

A nézői szavazatok alapján a második évadot Vastag Tamás és Varga Szabolcs nyerte.

## Nézettség
A +4-es adatok a teljes lakosságra, a 18–59-es adatok a célközönségre vonatkoznak. A táblázat csak a Super TV2 által főműsoridőben sugárzott adások adatait mutatja.
| Epizód   | Vetítés            | Teljes lakosság (+4) | Teljes lakosság (+4) | Teljes lakosság (+4) | Célközönség (18–59) | Célközönség (18–59) | Célközönség (18–59) | Forrás |
| Epizód   | Vetítés            | AMR (fő)             | SHR (%)              | Heti helyezés        | AMR (fő)            | SHR (%)             | Heti helyezés       | Forrás |
| -------- | ------------------ | -------------------- | -------------------- | -------------------- | ------------------- | ------------------- | ------------------- | ------ |
| 1. adás  | 2017. november 26. | 683 819              | 15,2                 | 6.                   | 347 466             | 14,3                | 6.                  | [ 4 ]  |
| 2. adás  | 2017. december 3.  | 632 419              | 13,8                 | 7.                   | 302 248             | 12,3                | 7.                  | [ 5 ]  |
| 3. adás  | 2017. december 10. | 598 005              | 13,2                 | 8.                   | 288 951             | 12,1                | 8.                  | [ 6 ]  |
| 4. adás  | 2017. december 17. | 535 488              | 12,2                 | 9.                   | 245 762             | 10,7                | 11.                 | [ 7 ]  |
| 5. adás  | 2017. december 24. | 781 478              | 19,3                 | 4.                   | 301 771             | 14,2                | 9.                  | [ 8 ]  |
| 6. adás  | 2018. január 7.    | 593 468              | 12,7                 | 10.                  | 261 081             | 10,3                | 14.                 | [ 9 ]  |
| 7. adás  | 2018. január 14.   | 647 037              | 13,7                 | 8.                   | 291 687             | 11,5                | 9.                  | [ 10 ] |
| 8. adás  | 2018. január 21.   | 577 008              | 12,4                 | 8.                   | 259 652             | 10,3                | 12.                 | [ 11 ] |
| 9. adás  | 2018. január 28.   | 657 551              | 14,3                 | 6.                   | 282 480             | 11,4                | 10.                 | [ 12 ] |
| 10. adás | 2018. február 4.   | 663 256              | 14,4                 | 8.                   | 296 440             | 11,8                | 9.                  | [ 13 ] |